# 蟹瀬誠一
蟹瀬 誠一（かにせ せいいち、1950年2月8日 ‐ ）は、日本のジャーナリスト、明治大学国際日本学部名誉教授、株式会社アコーディア・ゴルフ元社外取締役。日本ゴルフ改革会議副議長、一般財団法人東京メトロポリタンオペラ財団評議員。ニックネームはカニちゃん。妻は実業家の蟹瀬令子。子供は一男一女。兄弟は弟（9歳年下）が一人いる。

## 経歴
石川県河北郡津幡町出身。埼玉県立浦和西高等学校卒業。日本大学文理学部体育学科中退後、上智大学文学部新聞学科卒業。
1974年AP通信社記者。その後、フランスAFP通信社を経て、1988年TIME紙東京特派員。その後、フリージャーナリストとして独立。主にTBSやテレビ朝日でのキャスターを歴任。2003年3月31日から2006年3月31日まで『蟹瀬誠一 ネクスト!』（文化放送）のパーソナリティーを務める。
2002年から明治大学文学部で教鞭を執り、2008年に新設された国際日本学部の学部長に就任している。2013年度から学部長の座を退き専任教授を務める。株式会社エスエンタープライズなどに講師登録している。NPO構想日本の主催するJIフォーラムの司会も務める。
明治大学で教鞭を執る前はハワイに拠点を置く通信制のランバート大学客員教授を務め、2000年に同大学から名誉博士号を授与されたが、これはディプロマミルにあたると報道された。ランバート大学はカリフォルニア州に拠点を置くオンライン通信制のアナハイム大学に吸収され廃校になったとされるが、そのアナハイム大学のエグゼクティブ・アドバイザリー・ボードを歴任している。

## 出演番組

### 現在

#### テレビ
- 賢者の選択（BS12 トゥエルビ）

BS朝日での番組開始当初より、一貫して番組MCを担当。

### 以前

#### テレビ
代表で務めた報道・情報ワイドショー番組
| 期間       | 期間      | 番組名                                        | 役職                 | 備考                          |
| ---------- | --------- | --------------------------------------------- | -------------------- | ----------------------------- |
| 1991年10月 | 1993年3月 | JNN報道特集（TBSテレビ）                      | キャスター           |                               |
| 1993年4月  | 1994年9月 | ザ・ニュースキャスター（テレビ朝日）          | メインキャスター     |                               |
| 1995年4月  | 1995年9月 | ステーションEYE（テレビ朝日）                 | 週末メインキャスター |                               |
| 1995年10月 | 1997年3月 | ステーションEYE（テレビ朝日）                 | 平日メインキャスター |                               |
| 1997年4月  | 1997年9月 | ステーションEYE（テレビ朝日）                 | メインキャスター     | 週末のみ放送                  |
| 1997年10月 | 2000年9月 | ANNスーパーJチャンネル（テレビ朝日）          | 週末メインキャスター | 2000年4月から、日曜日のみ放送 |
| 1997年10月 | 2001年3月 | ウィークエンドライブ 週刊地球TV（テレビ朝日） | キャスター           |                               |
| 2000年10月 | 2002年3月 | スーパーモーニング（テレビ朝日）              | 総合司会             |                               |
| 2012年4月  | 2016年3月 | マネーの羅針盤（テレビ東京）                  | メインキャスター     |                               |

#### CM
- サントリー『ビタミンウォーター』

その他
- たかじん胸いっぱい（関西テレビ、不定期）
- ちちんぷいぷい（毎日放送、不定期）
- ニュースザップ（BSスカパー!、不定期）
- ゆうがたLIVE ワンダー（関西テレビ、不定期）
- ニュースリアルFRIDAY（テレビ大阪）
- 情熱報道ライブ「ニューズ・オプエド®」（NOBORDER NEWS TOKYO）
- Kyobiz X（KBS京都、不定期）
- たかじんのそこまで言って委員会（読売テレビ）
- FNNスーパーニュースアンカー（関西テレビ）
- ムハハnoたかじん（関西テレビ）
- ぴーかんテレビ（東海テレビ、火曜日）
- レディス4（テレビ東京、不定期）

｢のかみくだきジャーナル｣という特集コーナーで、政治経済を説明。
- 地球感動配達人 走れ!ポストマン（毎日放送）

#### ラジオ
- 蟹瀬誠一 ネクスト!（文化放送 2003.3.31-2006.3.31）
- 野村邦丸のごきげん!二重丸◎（文化放送 2002.10-2003.3）
- 蟹瀬誠一のジャーナルJAPAN（綜合放送制作 ローカル各局 2008.10-?）

## 著書
- デキる人の手帳術　決定版（三笠書房）
- 「1日15分」が一生を変える!（三笠書房）
- もっと早く受けてみたかった「国際政治の授業」（PHP研究所）
- 日本人だけが知らなかった英語上達法 （中経の文庫）